# Léonce Angrand
Pour les articles homonymes, voir Angrand.
François Marie Léonce Angrand, né le 8 août 1808 à Paris et mort le 11 mars 1886 dans la même ville, est un diplomate, dessinateur et collectionneur français.

## Biographie
Il fut consul de France à Édimbourg (1832-1839), à Santiago de Cuba (1839-1842) et à Cadix jusqu'en 1845. De 1845 à 1856, il fut en poste en Amérique latine, région qu’il avait commencé à visiter dès 1834 et dont il acquit une bonne connaissance. Les aquarelles qu’il réalisa à Lima entre 1836 et 1839 et les dessins qu’il fit de plusieurs villes du Pérou constituent une contribution précieuse à la connaissance de ce pays dans la première moitié du XIXe siècle,.
Il est promu officier de la Légion d'honneur en 1845.
Il fut un des mentors de Charles Wiener au Pérou.
En 1885, il légua ses collections à la BnF, dans laquelle il avait travaillé au Département des estampes. S’élevant à 1 200 pièces, elles contiennent principalement des ouvrages d’histoire et de géographie de l’Amérique latine, ainsi que ses carnets de dessins et une cinquantaine d'aquarelles, presque toutes consacrées à Lima.
Il fonda un prix quinquennal du meilleur ouvrage sur les langues, l’histoire et les antiquités précolombiennes.

## Distinctions
- Officier de la Légion d'honneur (1845)

## Galerie d'images

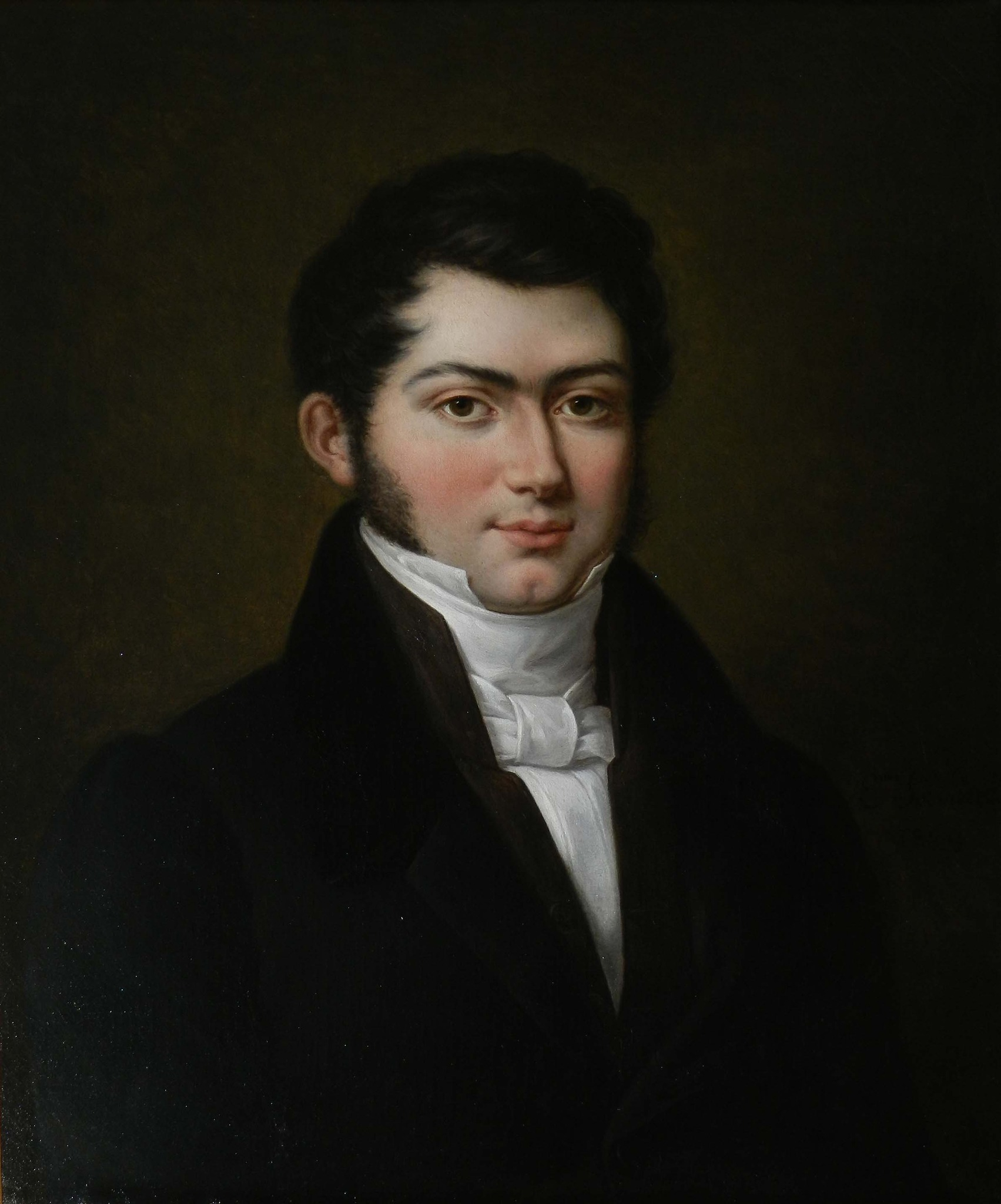
Eugénie Servières, Portrait de Léonce Angrand, musée Louis-Philippe, château d'Eu.
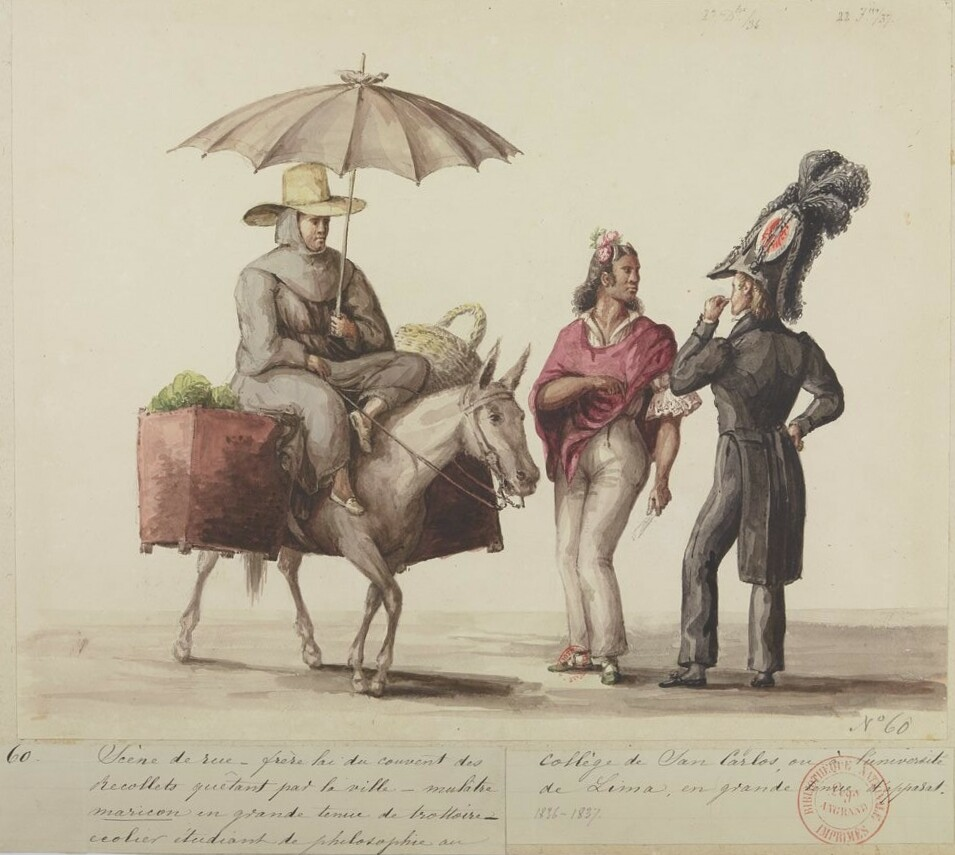
Scènes de rue par Angrand.